# Ökörpatak
Ökörpatak (románul: Păltiniș) település Romániában, a Bánságban, Krassó-Szörény megyében.

## Fekvése
Karánsebestől nyugatra fekvő település.

## Története
Ökörpatak nevét 1585-ben említette először oklevél Ekerpatak néven. 1586-ban Eökeörpathak, 1588-ban Eokeorpatak, 1673-ban Valjabul, 1808-ban Válliaboul, Valeabul, 1913-ban Ökörpatak néven írták.
1851-ben Fényes Elek írta a településről: „Valeboul, Krassó megyében, 2 katolikus, 2026 óhitű lakossal, anyatemplommal, erdővel, szilvásokkal. Bírja Luplájszky család.”
1910-ben 889 lakosából 810 román, 48 magyar, 15 német,  volt. Ebből 810 görögkeleti ortodox, 66 római katolikus volt.
A trianoni békeszerződés előtt Krassó-Szörény vármegye Temesi járásához tartozott.

## Nevezetességek
- A falutól északnyugatra, a templomdombnak nevezett helyen ("Dâmbul bisericii) középkori falu maradványait tárták fel. A lelőhely a romániai műemlékek jegyzékében a CS-I-s-B-10863 sorszámon szerepel.[1]